# Niederländische Badmintonmeisterschaft 1936
Die Niederländische Badmintonmeisterschaft 1936 war die sechste Auflage der nationalen Titelkämpfe im Badminton in den Niederlanden. Die Meisterschaft wurde in Den Haag ausgetragen.

## Titelträger
| Disziplin    | Sieger                           |
| ------------ | -------------------------------- |
| Herreneinzel | Edward H. den Hoed               |
| Dameneinzel  | Co Jansen                        |
| Herrendoppel | J. M. de Haas Edward H. den Hoed |
| Damendoppel  | Annie W. Ernst Co Jansen         |
| Mixed        | J. M. de Haas Co Jansen          |